# Палмгрен, Алвар
А́лвар Па́лмгрен (фин. Alvar Palmgren, 28 апреля 1880, Гельсингфорс, Великое княжество Финляндское — 30 ноября 1960, Хельсинки, Финляндия) — финский ботаник и эколог, преподаватель Хельсинкского университете (1916—1950).
Как ботаник-систематик Палмгрен занимался микровидами одуванчика (Taraxacum), ястребинки (Hieracium) и других родов семейства Астровые (Сложноцветные). Как эколог он занимался изучением растительных сообществ. Уже с 1920-х годов он поддерживал идеи американского геоботаника и эколога Герни Глисона (1882—1975) об индивидуалистическом поведении видов сообществах.

## Биография
Родился в Хельсинки 28 апреля 1880 года в семье чиновника Акселя Альберта Палмгрена (Axel Albert Palmgren) и Ольги Вильгельмины Матильды Мальмгрен (Olga Wilhelmina Mathilda Malmgren). Среднее образование получил в Хельсинки в Шведском реальном лицее, который окончил в 1898 году.
Высшее образование получил в Императорском Александровском университете, ученик профессора Юхана Петтера Норрлина. В 1906 году стал кандидатом наук, в 1914 году — доктором наук.
Преподавал естественную историю в женской школе Х. Форсмана (1901—1908), в Шведском народном училище города Порвоо (1909—1913).
С 1916 года — доцент, а с 1928 по 1950 год — профессор ботаники Хельсинкского университете, причём с 1938 года — первый профессор на специально организованной шведоязычной кафедре ботаники. Проводил полевые ботанические исследования в Скандинавских странах, а также в странах Балтии (1926), Польше и Чехословакии (1928), Дании (1936).
Занимал должности заместителя декана факультета (1945—1947), второго заместителя ректора университета (1947—1950). С 1920 по 1957 — председатель Финского общества фауны и флоры, с 1957 года — почётный председатель этого общества.
Скончался в Хельсинки 30 ноября 1960 года.

## Семья
В 1906 году Палмгрен женился на Сигрид Матильде (Майде) аф Форселлес (Sigrid Mathilda (Maida) af Forselles, 1881—1958). У них было двое детей: Понтус (Pontus, 1907—1993), ставший профессором зоологии, и Ева (род. 1910).